# 20 Gwardyjska Armia Ogólnowojskowa
20 Gwardyjska Armia Ogólnowojskowa odznaczona Orderem Czerwonego Sztandaru (ros. 20-я гвардейская общевойсковая Краснознамённая армия) – związek operacyjny Sił Zbrojnych Federacji Rosyjskiej w składzie Wojsk Lądowych Federacji Rosyjskiej w ramach Zachodniego Okręgu Wojskowego. Dowództwo stacjonuje w Mulino, obwód niżnonowogrodzki.

## Struktura organizacyjna
w 1990
- 35 Krasnogradzka Dywizja Zmechanizowana – Krampnitz
- 90 Gwardyjska Lwowska Dywizja Pancerna – Bemau:
- 6 Gwardyjska Brygada Zmotoryzowana – Karlshorst;

Jednostki podporządkowania armijnego:
- 27 Brygada Rakiet Operacyjno-Taktycznych – Jtiderbog;
- 464 Brygada Rakiet Operacyjno-Taktycznych – Finsterwalde;
- 67 Brygada Rakiet Przeciwlotniczych – Elster;
- 387 Gwardyjska Kielecko-Berlińska Brygada Artylerii – Altes Lager;
- 479 Berlińska Brygada Inżynieryjno-Saperska – Eberswalde-Finow;
- 117 Brygada Zabezpieczenia Materiałowego – Eberswalde-Finow;
- 337 pułk śmigłowców – Malkenwinkel;
- 487 pułk śmigłowców – Prenzlau;
- 41 eskadra śmigłowców – Eberswalde-Finow;
- 44 pułk pontonowo-mostowy – Frankfurt n. Odrą;
- 6 Gwardyjski Lwowsko-Berliński pułk łączności - Eberswalde -Finow;
- 264 pułk radiotechniczny – Neuendorf bei Bruk;
- 247 batalion ochrony – Eberswalde-Finow;
- 154 dywizjon artylerii przeciwpancernej – Altes Lager;
- 1034 batalion WRE – Rudersdorf;
- 48 batalion radiotechniczny – Eberswalde -Finow;
- 423 batalion radioliniowy – Rudersdorf;
- 43 batalion rozpoznania chemicznego – Wizental;
- 340 batalion transportowy – Brie;
- 255 batalion remontowy – Eberswalde-Finow;
- 307 batalion remontowy – Eberswalde-Finow;
- 569 kompania SpecNaz – Brie;
- 27 kompania zabezpieczenia technicznego lotnisk – Wemoihen;
- 1284 kompania zabezpieczenia radiotechnicznego – Wemoihen

w 2015
- 2 Brygada Zmechanizowana – Kaliniec
- 4 Dywizja Pancerna – Naro-Fomińsk
- 6 Samodzielna Brygada Pancerna – Mulino
- 9 Samodzielna Brygada Zmechanizowana – Niżny Nowogród
- 448 Brygada Rakietowa – Mulino
- 288 Brygada Artylerii – Mulino
- 9 Brygada Dowodzenia – Mulino
- 69 Brygada Wsparcia – Centralnyj

w 2020
- dowództwo armii – Woroneż;
- 3 Dywizja Zmechanizowana – Boguczar, Wałujki, Sołoti;
- 144 Gwardyjska Dywizja Zmechanizowana – Smoleńsk, Jelnia, Poczep, Klińce, Zajmiszcze;
- 236 Brygada Artylerii – Kołomna;
- 448 Brygada Rakietowa im. S. Niepobiedimego – Kursk
- 9 Gwardyjska Brygada Dowodzenia – Woroneż
- 53 Brygada Rakiet Przeciwlotniczych – Kursk;
- 16 pułk sapersko-inżynieryjny – Boguczar;
- 24 samodzielny batalion walki elektronicznej;
- samodzielny batalion remontowy – obwód kurski;
- 533 Centrum Dowódczo-Wywiadowcze – Woroneż)